# Rothia pales
Rothia pales là một loài bướm đêm trong họ Noctuidae.